# Parigi è nostra
Parigi è nostra (Paris est a nous) è un film del 2019 diretto da Elisabeth Vogler.

## Trama
Anna incontra un uomo a un concerto EDM e i due vengono travolti da una storia d'amore vorticosa. Ma quando lei sf iora la morte e Parigi entra nel mirino degli attacchi terroristici, l'incertezza riguardo al futuro scuote la coppia. La percezione che Anna ha della realtà cambia, e lei rimane intrappolata dalle ipotesi di cosa sarebbe potuto o potrebbe succedere.

## Produzione
Il film è stato finanziato tramite Kickstarter, prima che fosse prodotto da Netflix. Il film è stato distribuito da Netflix a livello internazionale il 22 febbraio 2019.